# 承包商
承包商（英語：Contractor），指與業主（如政府、企業等）簽定合約，以一定的金額或其他條件為其執行某些工作的廠商。例如建築工程項目的大判、二判、三判承包商等。他們之間是商業合作伙伴，以合約成立合作模式。

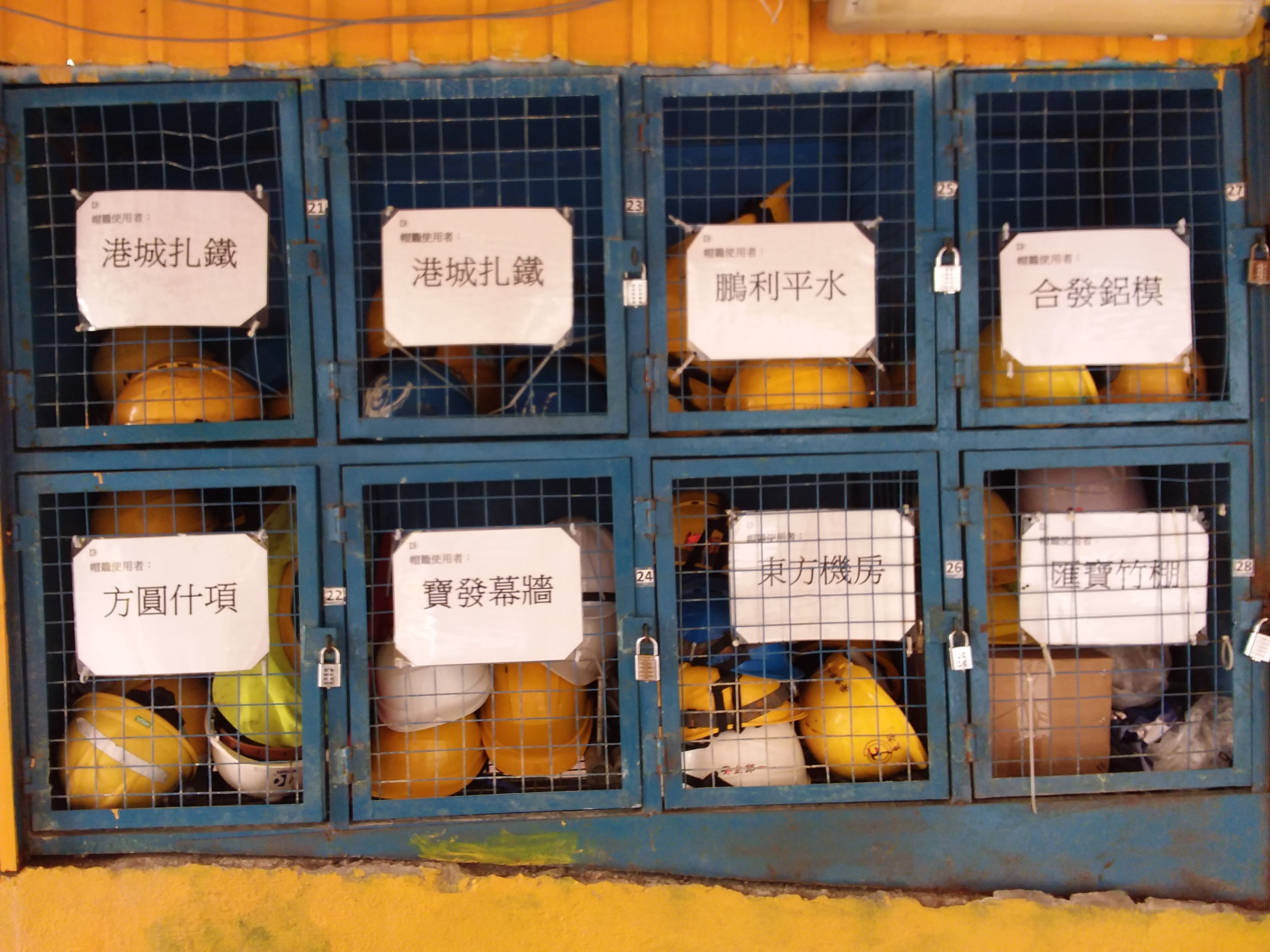
建築工程承包商

## 工種
- 保安
- 清潔工人
- 網頁設計
- 電視記者
- 建築公司
- 市場調查
- 人事招聘
- 房地產銷售
- 廣告設計

## 另見
- 人力派遣
- 外包
- 承建商